# Korea Today
Korea Today ist eine nordkoreanische Zeitschrift, die monatlich in englischer, russischer, chinesischer, spanischer, arabischer und französischer Sprache erscheint. Hervorgegangen ist Korea Today aus der im April 1950 vom Verlag für fremdsprachige Literatur gegründeten Wochenzeitschrift Новая Корея (Nowaja Koreja, „Neues Korea“, kor.: 새조선), die nur in russischer Sprache erschien. Seit Anfang 2014 erscheint die Zeitschrift entgegen der bisherigen Praxis durchgängig auf Hochglanzpapier. Bis Januar 2019 sind insgesamt 751 Ausgaben erschienen.